# Douglas X-3

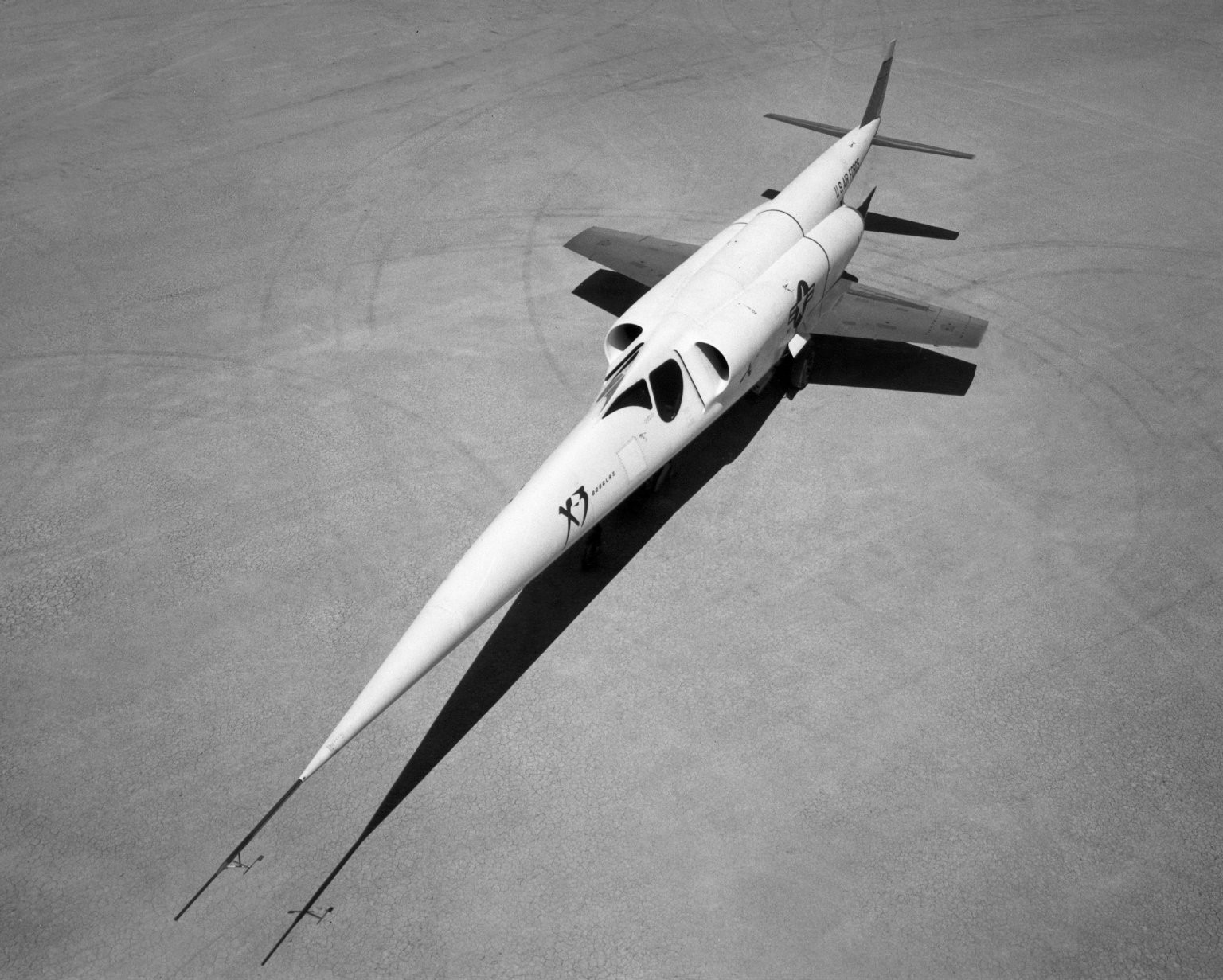
Die Douglas X-3 am Boden

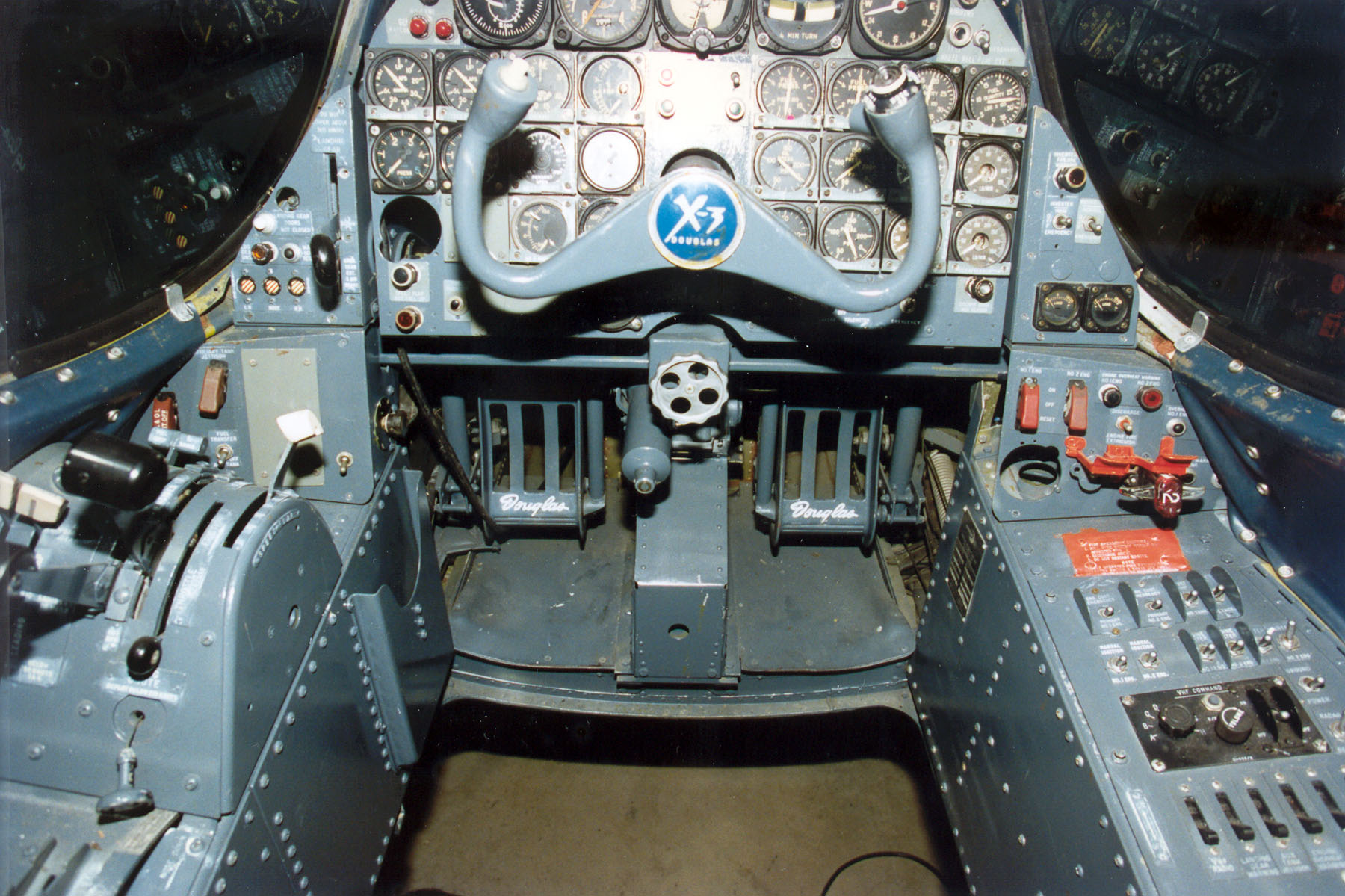
Cockpit

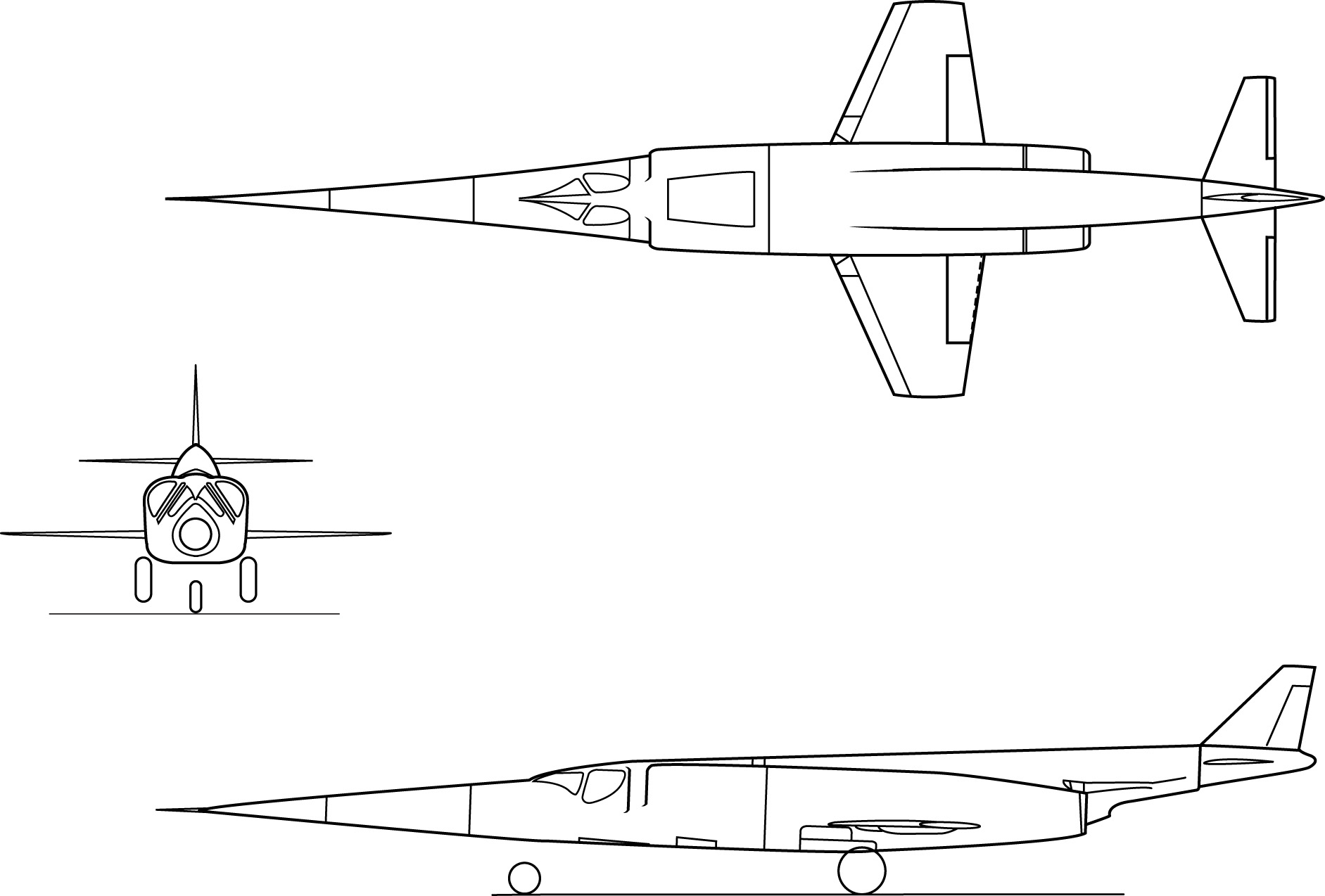
Risszeichnung der X-3

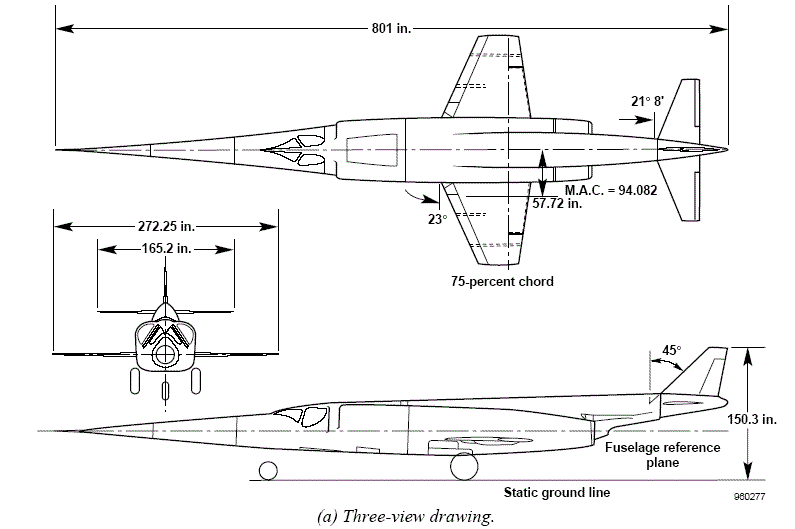
Douglas X-3 Stiletto

Die Douglas X-3 Stiletto war ein Experimentalflugzeug, welches zur Erforschung von aerodynamischen Effekten bei Geschwindigkeiten von Mach 2 und höher gebaut worden war. Weiterhin sollten die Bauweise mit den kleinen „Stummelflügeln“ sowie einige damals neue Materialien wie Titan getestet werden.

## Geschichte
Mit der Konstruktion der X-3 wurde bereits im Jahr 1949 begonnen. Aufgrund der zufriedenstellenden Ergebnisse mit der Bell X-1A und der Douglas D-558-I, deren Erprobung zu dieser Zeit noch lief, sollten nun mit der Bell X-2 und der Douglas X-3 Geschwindigkeiten bis Mach 3 erreicht und das Flugverhalten erprobt werden. Die X-3 sollte auf herkömmliche Weise starten und nicht wie die X-1A und die X-2 von modifizierten Boeing B-29 oder Boeing B-50 abgeworfen werden.
Für die Erfassung von Messdaten wurde die X-3 mit 850 Druck-, 150 Temperatur- und 185 Lastmesspunkten ausgestattet. Der Flugzeugrumpf war extrem lang und schlank konstruiert worden, um den Luftwiderstand möglichst gering zu halten. Dieses „spitze“ Aussehen trug der X-3 letztlich den Beinamen „Stiletto“ ein. Zwei Exemplare sollten gebaut werden.
Zu Verzögerungen des Testprogramms führte der Umstand, dass die geplanten Westinghouse J46-Strahltriebwerke mit 2.993 kp Schub nicht verfügbar waren und durch das deutlich schwächere J34 ersetzt werden mussten, da dessen Abmessungen ähnlich waren. Durch diesen Kompromiss wurden die erreichten Flugleistungen deutlich beeinträchtigt. Der Erstflug fand am 20. Oktober 1952 statt. Die Startstrecke betrug dabei knapp 4000 Meter. Da jedoch die geforderten Geschwindigkeiten mit den verbauten Triebwerken nicht erreicht werden konnten, und die gesammelten Daten im Unterschallbereich auch nicht zufriedenstellend waren, wurde beschlossen, das noch nicht fertiggestellte zweite Exemplar der X-3 nur noch als Ersatzteilträger zu verwenden.
Ganz umsonst war das X-3-Programm jedoch nicht: Die Verwendbarkeit der kurzen Tragflächen war bewiesen; diese Bauweise kam bei späteren Flugzeugen auch in der Serienproduktion zum Einsatz, z. B. bei der Lockheed F-104. Die NACA-Ingenieure konnten weiterhin auch im Bereich der Aerodynamik einige neue Erkenntnisse sammeln. Die größte Pionierleistung wurde von der X-3 aber in Bezug auf die Reifen erbracht: Aufgrund der hohen Start- und Landegeschwindigkeiten wurden wichtige Erkenntnisse gesammelt, die in die Fertigung späterer Flug- und auch Fahrzeugbereifung einfloss.
Von der NASA wird der letzte von insgesamt 51 Flügen auf den 23. Mai 1956 datiert.
Die X-3 ist heute im National Museum of the United States Air Force in Dayton, Ohio zu besichtigen.

## Technische Daten
| Kenngröße             | Daten                                                                  |
| --------------------- | ---------------------------------------------------------------------- |
| Besatzung             | 1                                                                      |
| Länge                 | 20,35 m                                                                |
| Spannweite            | 6,91 m                                                                 |
| max. Startmasse       | 10.025 kg                                                              |
| Höchstgeschwindigkeit | Mach 0,95 in großer Höhe                                               |
| Dienstgipfelhöhe      | nicht angegeben; die höchste geflogene Flughöhe betrug ca. 35.000 Fuß  |
| Reichweite            | 800 km                                                                 |
| Triebwerke            | zwei Westinghouse J34-WE17-Strahltriebwerke mit je 1.905 kp Standschub |